# 日本全国CK地元化計画〜地元です。地元じゃなくても、地元ですツアー2014〜
『日本全国CK地元化計画〜地元です。地元じゃなくても、地元ですツアー2014〜』（にほんぜんこくシーケーじもとかけいかく〜じもとです。じもとじゃなくでも、じもとですツアー2014〜）は、C&Kの2枚目のライブDVDである。

## 概要
- 前作から約2年7ヵ月ぶりのライブDVDである。
- ワンマンライブツアー『日本全国CK地元化計画〜地元です。地元じゃなくても、地元ですツアー2014〜』から2014年3月9日にZepp Tokyoで行われたツアーファイナル公演の模様を収録。
- 特典映像として、バックステージからの映像とパラダイス映像を解禁した「CK宇宙企画の裏映像」と副音声・オーディオ・コメンタリー付映像「大好評!C&Kの副音声LIVE解説」を収録。また初回生産限定封入特典として「秘宝!悲報!ちぎられた衣装入り」を付属。

## 収録映像曲
- ライブ本編

1. C&K VI
2. to di Bone
3. へべれけ宣言
4. ジャパンパン〜日本全国地元化計画〜
5. 梅雨明け宣言
6. 〜Act 栗本＆ZEROSENミュージカル〜
7. みかんハート
8. アイアイのうた〜僕とキミと僕等の日々〜
9. AND MORE...
10. 今を生きる
11. 人間進化論
12. DANCE☆MAN (WOKKY WOKKY×BOGGIE WOGGIE)
13. YOU ARE MY FIRE〜おまえにこの愛を捧ぐ〜
14. にわとりのうた
15. 踊LOCCA〜around the world 新たなる冒険〜
16. みんなのうた
17. 愛を浴びて、僕がいる
18. 四池さんのマーチ
19. CK目離ぃ〜娯乱島
20. 歩きだせ

- 特典映像

1. CK宇宙企画の裏映像
2. 大好評!C&Kの副音声LIVE解説